# Teognis (tirano)
Teognis (en griego antiguo: Θέογνις) fue uno de los Treinta Tiranos que gobernaron la ciudad de Atenas durante un corto periodo el año 404 a. C, tras la derrota en la guerra del Peloponeso.
Sabemos que Teognis privó de sus bienes y apresó a Lisias en casa de Damnipo, amigo del segundo, junto con otros aristócratas. Mientras Damnipo intentaba sobornar a Teognis para liberar a Lisias, este consiguió burlar la vigilancia de los tiranos y escapar de la casa, ya que conocía que tenía dos puertas, cosa infrecuente en la época.
Es posible (aunque no se sabe con certeza) que Teognis fuese también un poeta trágico menor referido por el comediógrafo Aristófanes en alguna de sus obras, donde este se burla de la frialdad de su poesía. Esta hipótesis aparece dada como cierta en fuentes antiguas como la Suda.